# Jez Háj ve Slezsku
Jez Háj ve Slezsku, nazývaný také Jez na 18,9 km Opavy, je jez, který se nachází na řece Opava u Jezera u Chabičova části obce Háj ve Slezsku v okrese Opava v Moravskoslezském kraji. Místo je celoročně volně přístupné.

## Další informace
Jez Háj ve Slezsku je železobetonové vodní dílo, které se nachází poblíž mostu přes řeku Opavu, u silnice z Háje ve Slezsku do Dolního Benešova), poblíž soutoku s potokem Hrabyňka a vytvořeného vodního náhonu. Nachází se na 18,9 km řeky Opava. Jez má výšku 2 m a je pro vodáky nesjízdný. Vodáci mohou přenášet lodě po levém břehu.

## Galerie

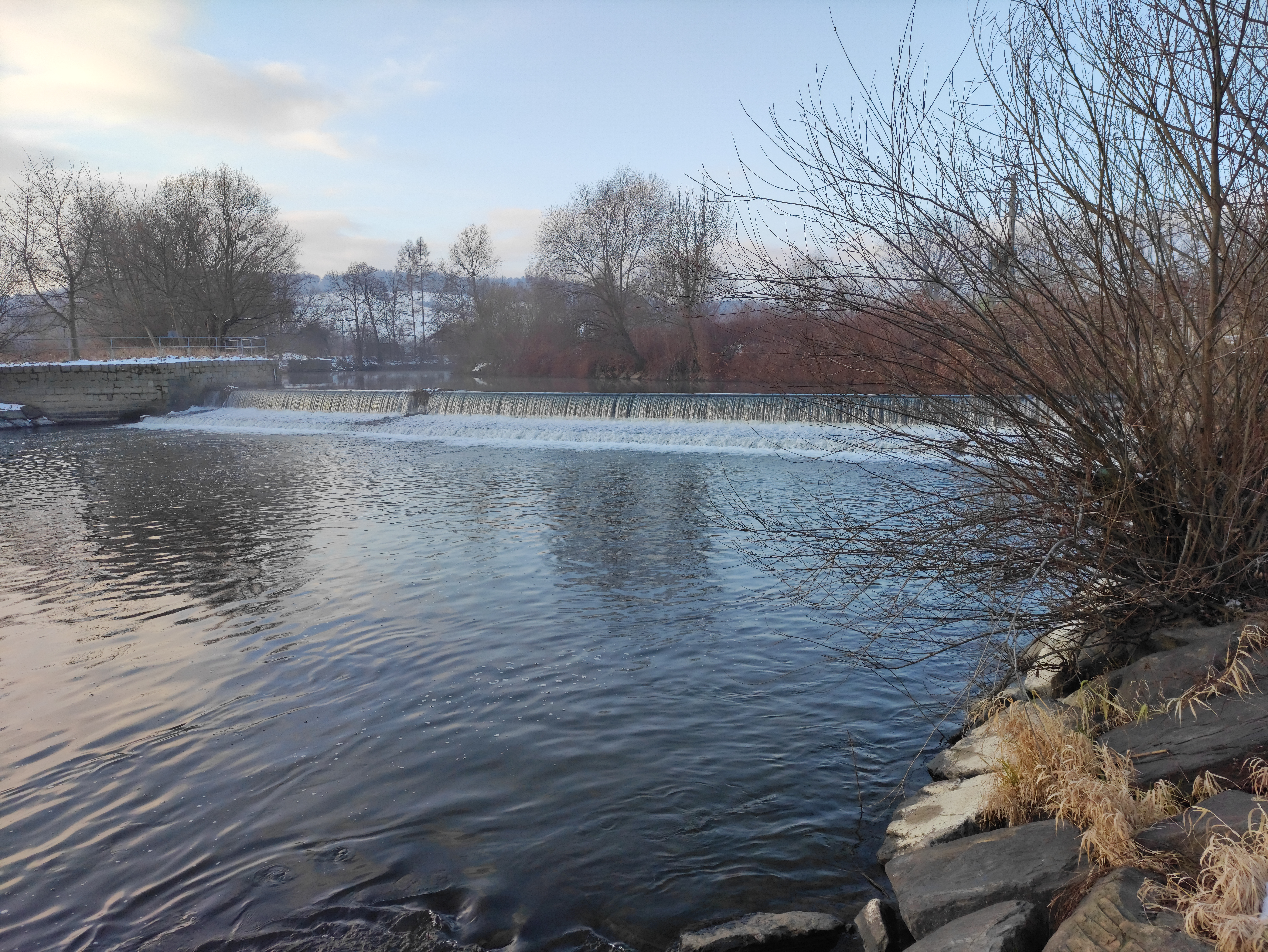